# 腰越地域
腰越地域（こしごえちいき）は神奈川県鎌倉市の行政エリアの一つ。6の大字（腰越・七里ガ浜・七里ガ浜東・津・津西・西鎌倉）がこの中に含まれる。地域の人口は約25,000人（2005年）面積は4.21km2。
この地域は、旧腰越町とほぼ同じ範囲となっている。旧腰越町は、1939年（昭和14年）11月3日に旧鎌倉町と合併し、鎌倉市の一部となった。

## 地誌
腰越地域は鎌倉市の南西部にあり、南は相模湾、西は藤沢市に面している。また東を鎌倉地域、北を深沢地域と接している。海岸線を国道134号と江ノ島電鉄線が平行して走り、また地域内を神奈川県道304号腰越大船線と旧江ノ島道が縦断、湘南モノレールが横断している。
地域内には西鎌倉駅・片瀬山駅（湘南モノレール）、腰越駅・鎌倉高校前駅・七里ヶ浜駅（江ノ島電鉄）の5つの鉄道駅があり、腰越漁港・腰越行政センター・腰越海水浴場などの施設がある。また龍口寺・満福寺・竜口明神社などの寺社が存在する。
鎌倉山・七里ガ浜・腰越・津に囲まれた区域には通称「鎌倉広町の森」と呼ばれる山林が残っている。広町の森にはオオタカ・フクロウ・ホタルなどをはじめとする多様な動植物のほか、ホトケドジョウやカヤネズミなど貴重種も生息しており、鎌倉市は2005（平成17）6月に「都市林公園」として一帯を保護していく事を決定した。
- 鎌倉広町の森市民協議会 （山林環境の保護運動を行っている団体）

## 地区の概要
- 腰越
- 七里ガ浜
- 七里ガ浜東
- 津
- 津西
- 西鎌倉

腰越・津の両大字（住居表示未実施地域）は非常に複雑に入り組んでおり、地図で一括して「腰越・津」と表示する場合が多い（そのいきさつについては後述）。

## 歴史
縄文時代の腰越地域は、今よりも5メートル程海面が高く、低地部は水没していた事が考古学の分野で実証されている。このため当時の集落跡や貝塚は、現在の丘陵部にあたるエリアから発見される事が多い。
その後、有史時代に至るまでの過程で土地の隆起が起こり現在の腰越地域一帯が形成されたと考えられている。なお当地には土地が一夜にして隆起した事を思わせる伝説（五頭竜伝説）が残る。
腰越地域一帯と手広・笛田・川名のあたりは津村郷と呼ばれ、特に南部の腰越は古くから古東海道の宿駅として栄えた。地域内には中世城郭の遺構が残っていたり、「御所ヶ谷」という字名が残っていたりする事などから古代・中世頃に豪族が勢力を持っていた事が推測されるが、史料がすくなく詳しい事はわからない。
戦国時代になると後北条氏の支配下に入り、北条氏滅亡後は徳川氏の支配下に入った。当初は玉縄藩領だったが、後に成瀬重治が知行し、その際検地を受けた。その後も旗本領となった。
腰越地域には江戸時代初頭まで村は「津村」しか存在しなかったが、寛文6年11月に一部地域が「腰越村」として独立した。腰越村独立の背景には当地の土豪島村氏に対して一部村民が反発した事により、親島村派の村民が津村に、反島村派の村民が腰越村に所属したとの説がある。
上記の説の真贋は不明だが、腰越村成立の際村域が複雑に混交してしまい、そのまま現在に至った理由のひとつとされる事が多い。
幕末になると腰越地域は異国船警護の拠点として重視され、小動岬に台場が設置されたが、周辺住民は異国船警護に伴う夫役で困窮した。

## 腰越行政センター

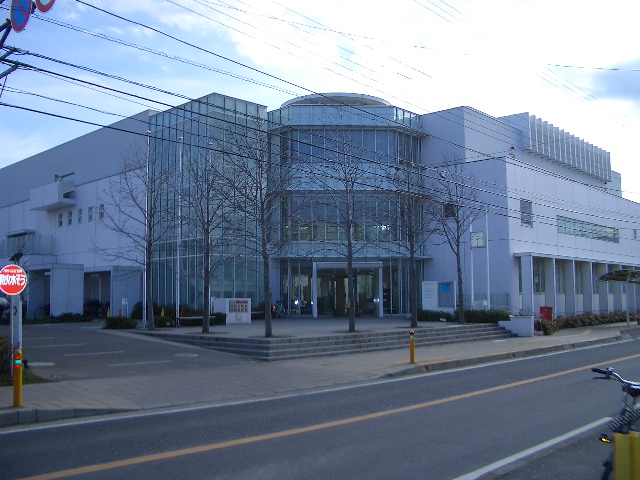
腰越行政センター（2005年1月30日撮影）

腰越行政センターは1999年（平成11年）3月に鎌倉市腰越、神奈川県道304号腰越大船線沿いに建てられた総合的な行政施設である。センター内には市役所の支所（腰越支所）がある他、公民館・図書館・生涯学習センター・大水に備えた調整池があり、腰越地域住民の市民生活を多方面からサポートしている。